# Castillo de Socerb

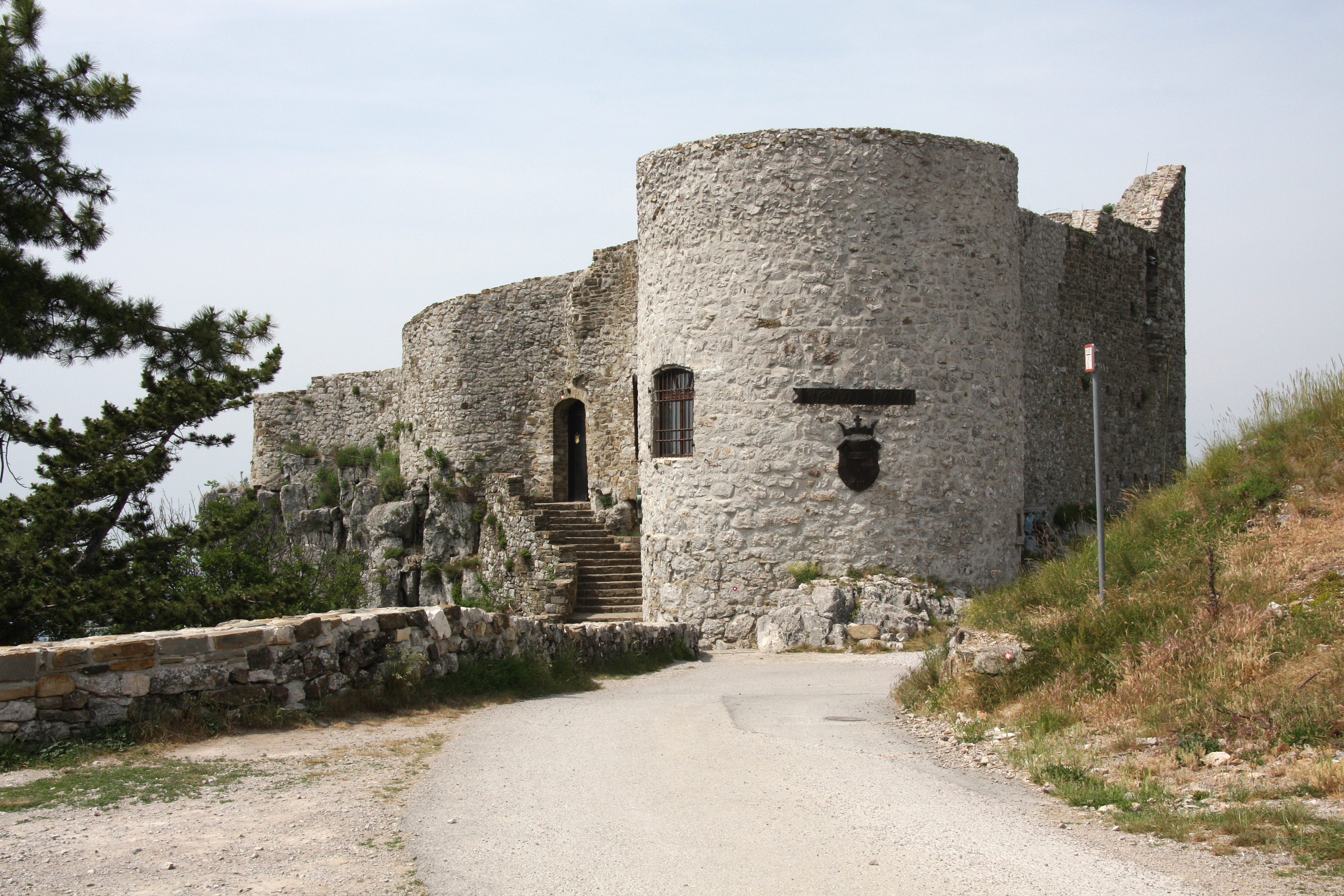
Castillo de Socerb

El castillo de Socerb, (en esloveno:Grad Socerb, en italiano: Castello di San Servolo), también conocido como castillo de Strmec, es un castillo situado cerca del pueblo de Socerb en el municipio de Koper en Eslovenia, a poca distancia de la frontera italo-eslovena. Se trata de una fortaleza construida sobre un acantilado de más de 350 metros de alto.
Fue construido para defender el territorio de los húngaros. El núcleo inicial data presumiblemente del siglo IX, para luego ampliarse a lo largo de los siglos. Fue escenario de numerosas batallas y, en particular, de la que libraron austriacos y venecianos a principios del siglo XVI por el control del comercio de sal que se producía en las salinas de Zaule y discurría por el Val Rosandra.
Fue propiedad de los venecianos desde 1463 hasta 1511, quienes lo utilizaron como defensa extrema contra los turcos y el Imperio austríaco. En 1521, el capitán y noble de Trieste Nicolò Rauber se convirtió en su propietario. A principios del siglo XVII, durante la guerra de Uskok (1615-1617), el castillo perteneció al noble de Trieste Benvenuto Petazzi. En 1768 fue adquirido por los condes Montecuccoli de Módena, quienes conservaron la propiedad incluso después de la abolición de la servidumbre en 1848. 
Debido a los daños causados por un incendio provocado por un rayo en 1780, el castillo quedó en ruinas a principios del siglo XIX. Lo que quedaba del castillo fue comprado en 1907 por el barón de Trieste Demetrio Economo, quien lo renovó en 1925 reparando la muralla circundante y eliminando las demás ruinas. En la Segunda Guerra Mundial, durante el período de la lucha de liberación, gracias a su posición estratégica, fue utilizado como cuartel general primero por el ejército alemán y luego por las milicias partisanas después de su conquista en el otoño de 1944. Después de la guerra fue renovado nuevamente y asumió importancia histórica y turística.